# Wapen van Renkum
Het wapen van Renkum toont een gecarteleerd schild waarop het gecombineerd wapen van de gemeente Renkum staat weergegeven. Het wapen is samengesteld met een Saksenros, Gelre, Doorwerth en Bahr. De omschrijving luidt:
"Gevierendeeld : I in keel een omgewend springend paard van zilver, II in azuur een dubbelstaartige gouden leeuw, gekroond van hetzelfde, getongd en genageld van keel, III in azuur een dwarsbalk van goud, vergezeld van 6 liggende blokjes, 3 boven den balk in de richting daarvan en 3 (2:1) daaronder, IV in goud een schuinbalk van keel. Het schild gedekt door een antieke gravenkroon"

## Geschiedenis
Het eerste wapen werd op 6 februari 1890 verleend en op 17 oktober 1923, na toevoeging van Doorwerth aan de gemeente, bevestigd. Uit 1890 en 1923 stamt de volgende beschrijving: 
"Doorsneden; boven van zilver met een springend paard van sabel, beneden gedeeld; rechts van keel met een springend paard van zilver, links van goud met een rechterschuinbalk van keel. Het schild gedekt met een kroon van 17 paarlen, waarvan 14 in eene rij onmiddellijk op den gouden band, terwijl 1 paarl ter weerszijde op de twee uiterste en 1 paarl top de twee middelste paarlen rust. Het schild omgeven door het randschrift ""gemeentebestuur van Renkum"". Het wapen werd verleend op 1 januari 1818.
Het steigerend zilveren paard stelt het Saksenros voor, ter herinnering aan de Saksen die vroeger de streek bewoonden. Na de samenvoeging van de gemeenten Renkum en Doorwerth werd op 17 oktober het nieuwe wapen bevestigd volgens Koninklijk Besluit. Het wapen werd in 1925 gewijzigd, het zwarte paard verdween van het oude wapen en werden blokken en de Gelderse leeuw toegevoegd. Het wapen werd verleend op 29 juni 1925	bij Koninklijk besluit. De gekroonde dubbelstaartige leeuw van goud, met een tong en nagels in rood de Gelderse leeuw, de blokjes van de voormalige heerlijkheid Doorwerth. De rode schuine balk van de heren van Baer, die in Oosterbeek uitgestrekte bezittingen hadden.
Op 29 juni 1925 werd het nieuwe wapen verleend.

## Verwante wapens

Het wapen van Nedersaksen
Het wapen van Gelre
Het wapen van Doorwerth
Het wapen van  Bahr